# Idioma jacalteco
El idioma jakalteko o popti' es una lengua mayense de el municipio de los  kanjobalana-chuj hablada por la población de la etnia jakalteka en varios municipios del estado de Chiapas, México y en el municipio de Jacaltenango en el departamento de Huehuetenango en los Altos occidentales de Guatemala cercano a la frontera entre ambos países. La mayor parte de la población jakalteka se encuentra en el municipio de Jacaltenango, lugar de donde el idioma toma su nombre a partir del gentilicio. Las lenguas más cercanas genéticamente al jakalteko son el idioma akateko y el q’anjob’al, se relaciona de forma distante con el chuj, el tojol-ab'al y el mocho'. En México se le conoce también como ab'xub'al.

## Historia
El jakalteko-popti' fue la lengua hablada por la población del sitio prehispánico de El Largatero, ubicado en el actual municipio de La Trinitaria en Chiapas, México, esta ciudad fue habitada entre los años 300 al 1400 d.c. en lo que corresponde a los periodos clásico tardío y postclásico temprano de Mesoamérica.

## Distribución
En México las localidades jakaltekas se localizan principalmente en los municipios de Amatenango de la Frontera, La Trinitaria, Frontera Comalapa y Bella Vista en el estado de Chiapas, la mayor concentración jakalteka se encuentra en el ejido Guadalupe Victoria, también existen comunidades jakaltekas en el estado de Campeche en los municipios de Champotón y Campeche.
La comunidad lingüística del idioma jacalteco en Guatemala alcanza los cuarenta mil hablantes, concentrados sobre todo en el municipio Jacaltenango del departamento de Huehuetenango, al norocccidente de Guatemala. Debido a la guerra civil de ese país durante la década de 1980, algunos miembros del grupo huyeron de Jacaltenango para refugiarse en el territorio chiapaneco, donde en la actualidad suman alrededor de seis centenares de personas sobre todo en el egido de Guadalupe Victoria. En Jacaltenango se encuentra las oficinas de la Academia de Lenguas Mayas de Guatemala.

## Medios de comunicación
La estación de radio indígena a cargo del Instituto Nacional de los Pueblos Indígenas XEVFS-AM “La Voz de la Frontera Sur” ubicada en Las Margaritas, Chiapas transmite programación en idioma jakalteko-popti'.

## Gramática
El jacalteco tiene una sintaxis del tipo Verbo Sujeto Objeto. Como otras lenguas amerindias, el jacalteco posee una morfología aglutinante sumamente compleja, y se trata de una lengua ergativa.
El jacalteco tiene dos dialectos, occidental y oriental, mutuamente inteligibles en la oralidad, aunque no en la escritura. Debido a su poca cercanía a los estándares de las lenguas indoeuropeas, la relativa salud de su comunidad lingüística y el fácil acceso a Guatemala, el jacalteco es uno de los idiomas preferidos por los estudiosos de la tipología lingüística para realizar sus investigaciones.
El jacalteco oriental comprende los siguientes fonemas: a, b, c, c', ch, ch', e, i, j, k, k', l, m, n, n̈/ŋ, o, p, r, s, t, t', tx, tx', tz, tz', u, w, x, ẍ, y, '.
Este dialecto del jacalteco es la única lengua, además del idioma malgache que emplea la grafía n-diéresis en su alfabeto. En jacalteco, la n-diéresis representa la consonante velar nasal /ŋ/, este grupo étnico posee su propio calendario que es diferente a los demás grupos mayenses.